# Alex Valencia
Alex Valencia est un footballeur norvégien, né le 22 septembre 1979 à Bergen en Norvège. Il évolue comme ailier droit.

## Sélection
- Norvège : 5 sélections

Alex Valencia a effectué sa première sa première apparition avec la Norvège le 15 août 2001 en entrant en cours de jeu contre la Turquie lors d'un match amical qui se termine sur un résultat nul (1-1).
Il ne revient en sélection qu'en 2005 et en obtient trois autres entre 2005 et 2006.
Il a aussi été international de futsal, inscrivant cinq buts en huit sélections. 

## Palmarès
IK Start
- Champion de D2 norvégienne (1) : 2004

 ODD Grenland
- Champion de D2 norvégienne (1) : 2008